# Municipio de Norton (Kansas)
El municipio de Norton (en inglés: Norton Township) es un municipio ubicado en el condado de Jefferson en el estado estadounidense de Kansas. En el año 2010 tenía una población de 931 habitantes y una densidad poblacional de 9,22 personas por km².

## Geografía
El municipio de Norton se encuentra ubicado en las coordenadas 39°23′32″N 95°18′34″O / 39.39222, -95.30944. Según la Oficina del Censo de los Estados Unidos, el municipio tiene una superficie total de 101.01 km², de la cual 100,2 km² corresponden a tierra firme y (0,81 %) 0,81 km² es agua.

## Demografía
Según el censo de 2010, había 931 personas residiendo en el municipio de Norton. La densidad de población era de 9,22 hab./km². De los 931 habitantes, el municipio de Norton estaba compuesto por el 97,42 % blancos, el 0,11 % eran afroamericanos, el 0,64 % eran amerindios, el 0,11 % eran de otras razas y el 1,72 % eran de una mezcla de razas. Del total de la población el 1,72 % eran hispanos o latinos de cualquier raza.